# Заряженные смертью
«Заря́женные сме́ртью» — советский художественный фильм в жанре боевика, снятый в 1991 году режиссёром Владимиром Плотниковым по сценарию Геннадия Орешкина. Фильм посвящён двухсотлетию береговой охраны США.

## Сюжет
Действие происходит в начале 90 годов XX века. Холодная война закончилась, СССР и США перешли от конфронтации к сотрудничеству. Фильм начинается со сцены побега из колонии строгого режима группы заключённых, возглавляемых вором в законе Бузой. Пятеро заключённых сбегают, перерезав заграждения из колючей проволоки, убив охранников и захватив их автоматы, затем добираются до железной дороги и дальше отправляются на поезде. В это же время где-то на набережной Москвы-реки происходит разговор между вице-адмиралом советского флота и генерал-майором КГБ Сергеем Петровичем. Вице-адмирал рассказывает кагэбэшнику, что на Дальнем Востоке разведкой был замечен известный контрабандист Бен Койл, связанный с медельинским наркокартелем, контролирующим Колумбию, а значит, затевается транзит крупной партии наркотиков. Сергей Петрович отвечает, что лично знает Койла — когда-то тот, бывший другом революционера Че Гевары, доставил на Кубу для выполнения секретного задания троих сотрудников КГБ: его самого, Павла Никодимова, впоследствии ставшего вором в законе по кличке Буза, и Александра Старынина, командира отряда спецназа, ныне находящегося на пенсии.
Затем действие переносится на море, где советский ПСКР «Юрий Андропов» задерживает находящуюся в советской экономической зоне шхуну Койла. Чтобы не привлекать к себе внимания спецслужб, команда шхуны делает вид, что занимается ловлей краба, которая запрещена иностранным судам в этой зоне. На шхуну отправляется досмотровая команда во главе с лейтенантом Раковым, но Койл сразу же оплачивает штраф в 500 000 долларов, после чего досмотровая команда отправляется обратно, толком не досмотрев судно. 
Американский вертолёт береговой охраны, пилотируемый Джерри Рэнклином, совершает плановый облёт морской территории, в ходе которого Джерри сбрасывает на палубу сейнера «Удачливый» пакет с дорогим табаком, затем облетает «Андропов» и возвращается на базу. Покинув базу, Джерри забирает мать-инвалидку и её сиделку, и они едут кататься на машине. Машина Джерри чуть не сталкивается с другой машиной, едущей навстречу по дороге с односторонним движением, нарушая правила. За её рулём оказывается Диана Тривилл, известная в городе стриптизёрша. Познакомившись, Джерри и Диана влюбляются с первого взгляда.
Помощник капитана «Удачливого» Сергей Красовский в шутку называет полученный пакет контрабандой, после чего Савва Ильич объясняет, что это подарок от начальника Джерри — командира авиабазы береговой охраны Тома, с которым они «вместе фашиста били».
В каюте «Андропова» происходит разговор между капитаном, старшим помощником и старшим мичманом, в котором он говорит, что главный морской закон — всегда помочь тому, кто в беде, а разбираться, друг он или враг, следует потом.
«Андропов» и «Удачливый» прибывают в советский порт. Раков и двое его друзей — молодых офицеров, отправляются в увольнительную. Сойдя на берег, они с удивлением замечают проходящего таможенный досмотр Койла, который, несмотря на потерю 500 тысяч долларов, совсем не выглядит удручённым. Офицеры договариваются встретиться вечером в японском ресторане.
Савва Ильич приходит в администрацию порта, чтобы поставить отметку в каком-то документе. Он разговаривает с работницей администрации Леной, которая ставит отметку, когда в помещение неожиданно входит местный милицейский начальник в чине майора и сообщает о сбежавших преступниках, которые могут появиться в порту. Савва Ильич в очередной раз укоряет майора за то, что тот посадил в тюрьму его сына.
Сергей Красовский получает звонок от Койла, который назначает ему встречу в том же японском ресторане, что выбрали Раков и его друзья. В итоге в ресторане одновременно оказываются Красовский со своей любовницей Ритой, Койл, Раков, двое его друзей из команды «Андропова», а также старпом «Андропова» Анатолий Чертин. Чертин пригласил в ресторан девушку, а та привела с собой подругу — Лену, с которой ранее разговаривал Савва Ильич; Чертин советует Лене обратить внимание на Ракова. Один из друзей Ракова поёт романтическую песню под аккомпанемент гитары, чем настраивает всех на лирический лад, второй приглашает Риту на танец. Пока они танцуют, Койл и Красовский обговаривают сделку: Красовский на сейнере должен будет провезти партию наркотиков через советскую территорию, где этого не может сделать шхуна Койла; Койл даёт Красовскому карту, на которой точкой обозначено место в море, где должны будут встретиться шхуна и сейнер, и где он заберёт груз. В это же время Лена, последовав совету, подходит к Ракову и просит пригласить её на танец. Между молодыми людьми возникает чувство, они собираются танцевать весь вечер, но внезапно появляются двое хамов, один из которых грубо хватает девушку за грудь, после чего завязывается драка, в которой участвуют все, кроме Койла.
На следующий день в порт прибывают сбежавшие заключённые. Переодевшись в рабочую одежду, они прикидываются ремонтниками и просят команду первого попавшегося траулера доставить их по воде к одному из причалов. Капитан траулера соглашается и берёт их на борт. Одновременно готовится к выходу в море «Удачливый»: Красовский приводит на сейнер Риту, которой якобы нужно куда-то доставить какой-то груз. О том, что грузом являются наркотики, на борту не знает никто, кроме самого Красовского.
Джерри приезжает в гости к Диане, которая в это время купается в бассейне полностью обнажённой. Они занимаются сексом.
Затем Джерри в компании начальника авиабазы Тома, его жены и своего напарника Рэя смотрит выступление Дианы, во время которого происходит ссора между ним и Рэем.
Спустя некоторое время рецидивисты требуют от капитана траулера выйти в открытое море. Капитан вступает в драку и выкидывает Киселя за борт, но не может справиться с остальными, и его жестоко избивают. Хрящ берёт в плен матроса, и, не желая убивать, заставляет того выпрыгнуть за борт и плыть к берегу, но Буза даёт Петуху автомат и приказывает застрелить плывущего матроса, что тот и делает. Двигатель траулера, который шёл на ремонт, окончательно перестаёт работать. Бандиты замечают приближающийся «Удачливый» и, подав знак с просьбой о помощи, захватывают его, попутно убивая нескольких матросов. Захватив сейнер, они расстреливают и топят траулер, капитана сейнера заставляют стать к штурвалу, а остальных членов команды замыкают в трюме, в одном помещении с грузом, предназначенным для Койла. В разговоре с капитаном Хрящ рассказывает ему о том, что, находясь в колонии в Тамбовской области, виделся с его сыном, отбывающим там срок.
Сергей Петрович, находясь у себя в кабинете, получает от органов госбезопасности Кубы запрос на информацию по поводу Койла и предоставляет её под свою ответственность.
Пограничники «Андропова» замечают «Удачливый» и приказывают остановиться. На сейнер направляется досмотровая команда из пяти человек во главе с Раковым. Рецидивисты устраивают засаду и пытаются перебить пограничников по тихому, но им это не удаётся — начинается бой, в ходе которого потери несут обе стороны: у пограничников остаются в живых Раков и один матрос, у бандитов тяжело ранен и истекает кровью Хрящ. Бандиты берут Ракова и матроса в плен, затем их сажают в трюм вместе с командой сейнера. На «Андропове» слышат стрельбу, объявляется боевая тревога. Бандиты сообщают пограничникам, что у них теперь 12 заложников, и требуют пропустить их.
Одновременно с этим в тот же район направляется вертолёт, пилотируемый Джерри и Рэем. Том сообщает Джерри по радио, что на радаре видны 3 объекта, и приказывает их проверить.
Вице-адмирал и генерал-майор снова прогуливаются по набережной Москва-реки, где первый рассказывает второму о захвате заложников, и о том, что группой бандитов руководит его старый знакомый Никодимов.
Капитан «Андропова» сначала отправляет к «Удачливому» боевую группу, но затем отзывает её и занимает выжидательную позицию.
В Москве Сергей Петрович приказывает подключить к делу группу Старынина.
Не дождавшись «Удачливого» в условленном месте, Койл приказывает капитану своей шхуны идти навстречу. Койл не собирается расплачиваться с Красовским и оставлять свидетелей — он планирует расстрелять всех людей и утопить сейнер; его подручные Крошка и Малыш достают из трюма и устанавливают на борту шхуны вооружение — автоматические пушки и пулемёты.
«Андропов» получает радиограмму, извещающую о том, что руководством КГБ принято решение о проведении операции по обезвреживанию бандитов, для чего на корабль будет направлена спецгруппа.
Сергею Петровичу докладывают, что Старынин «не совсем в форме». Он сам отправляется к старому боевому товарищу. Старынин постарел и стал очень сентиментален, но Сергею Петровичу удаётся уговорить его возглавить спецгруппу. Поскольку из группы Старынина никого, кроме него самого, не осталось, ему подбирают новую группу.
Рецидивисты отпускают пленённого матроса; вместе с ним на катере на «Андропов» отправляется истекающий кровью Хрящ. Когда катер подходит близко к кораблю, Хрящ убивает себя. Решив, что уже спаслись, Петух, Кисель и Клещ выводят из трюма Риту, намереваясь её изнасиловать. Савва Ильич пытается им помешать, и его избивают, в результате чего он больше не может вести корабль. Его бросают в трюм к остальным, а его место у штурвала занимает Красовский. После замены рулевого бандиты вновь пытаются изнасиловать Риту, но она полуголая выпрыгивает за борт. После того, как «Удачливый» отходит от места падения Риты на большое расстояние, появляется вертолёт Джерри и Рэя; Джерри спасает Риту и она рассказывает о том, что происходит на сейнере. Джерри докладывает начальству и получает приказ помогать русским в проведении спецоперации. Вертолёт следует за «Удачливым» на расстоянии.
На «Андропов» прибывает спецгруппа Старынина. Спецгруппа разделяется на 2 части: первая, вместе с Чертиным и его людьми идёт за «Удачливым» на катере, осуществляя отвлекающий манёвр, вторая ждёт своего часа на палубе «Андропова».
Ракову удаётся взломать замок двери в трюме и выйти на палубу. Отняв у одного из рецидивистов автомат, он вступает в бой.
Первой «Удачливый» настигает шхуна Койла. При сближении контрабандисты сразу начинают стрелять и убивают Красовского, затем Крошка и Малыш подбивают подоспевший вертолёт Джерри и убивают Рэя. Джерри, третий пилот и Рита покидают вертолёт, после чего он падает в воду. Одновременно с этим на палубы шхуны и сейнера при помощи кошек из воды поднимаются спецназовцы из второй части группы Старынина (как они добирались до места незамеченными, в фильме не объясняется). Один из контрабандистов пулемётной очередью подбивает катер отвлекающей группы. Группа успевает выпрыгнуть за борт, но Чертин гибнет вместе с катером. Вытаскивая из трюма сейнера заложников, Старынин получает смертельное ранение в спину от подкравшегося Никодимова, которого, в свою очередь, смертельно ранит Раков. Остальных рецидивистов убивают спецназовцы; также гибнут все контрабандисты, кроме самого Койла и рулевого его шхуны. Шхуна, преследуемая ПСКР, пытается уйти в море, но Раков, успевший ухватиться за канат, свисающий с её борта, забирается на палубу, выбрасывает рулевого за борт, и, наставив на Койла пистолет, арестует его. Койл сдаётся, демонстративно выбрасывая свой пистолет. Спасательная шлюпка подбирает всех оказавшихся за бортом.
В финальной сцене вице-адмирал и генерал-майор КГБ вновь прогуливаются по набережной Москва-реки, проходя мимо двоих рыбаков с удочками, и обсуждая итоги проведённой операции, при этом в качестве фона транслируется доклад капитана ПСКР «Андропов» Саакяна об успешно проведённой операции. Затем демонстрируется разговор рыбаков по поводу перестройки.

## Действующие лица и исполнители
| Актёр              | Роль                                                        |
| ------------------ | ----------------------------------------------------------- |
| Артём Карапетян    | капитан I ранга, командир корабля Карен Ашотович Саакян     |
| Александр Рахленко | капитан II ранга, старший помощник капитана Анатолий Чертин |
| Антон Голышев      | лейтенант, старший помощник капитана                        |
| Владимир Носик     | старший мичман Пётр Михайлович Голодов                      |
| Александр Кулямин  | старший лейтенант Раков                                     |

| Актёр               | Роль                                          |
| ------------------- | --------------------------------------------- |
| Владимир Трещалов   | вице-адмирал ВМФ СССР                         |
| Владимир Плотников  | генерал-майор КГБ Сергей Петрович             |
| Александр Ковальчук | командир спецназа Александр Иванович Старынин |

| Актёр            | Роль                                                          |
| ---------------- | ------------------------------------------------------------- |
| Борис Быстров    | лидер группы, вор в законе «Буза» (Павел Борисович Никодимов) |
| Вадим Андреев    | «Хрящ» (Григорий Вадимович Федосеев)                          |
| Вячеслав Баранов | «Петух» (Константин Иванович Уваров)                          |
| Алексей Родионов | «Кисель» (Антон Николаевич Борисов)                           |
| Андрей Ташков    | «Клещ» (Игорь Матвеевич Дружков)                              |

| Актёр               | Роль                                    |
| ------------------- | --------------------------------------- |
| Георгий Юматов      | капитан сейнера «Удачливый» Савва Ильич |
| Александр Фатюшин   | моряк с «Удачливого» Сергей Красовский  |
| Энри Леонтьев       | капитан траулера                        |
| Константин Степанов |                                         |

| Актёр             | Роль                                             |
| ----------------- | ------------------------------------------------ |
| Владимир Антоник  | вертолётчик береговой охраны Джерри Рэнклин      |
| Анатолий Ведёнкин | вертолётчик береговой охраны Рэй напарник Джерри |
| Вадим Курков      | вертолётчик береговой охраны                     |
| Максим Беляков    | вертолётчик береговой охраны                     |
| Вадим Захарченко  | командир американской авиабазы Том               |

| Актёр               | Роль                     |
| ------------------- | ------------------------ |
| Улдис-Янис Вейспалс | главарь Бен Койл         |
| Александр Ульянов   | капитан шхуны Койла      |
| Сергей Николаев     | «Крошка» подручный Койла |
| Артур Нищёнкин      | «Малыш» подручный Койла  |

| Актёр            | Роль                                                    |
| ---------------- | ------------------------------------------------------- |
| Светлана Рябова  | Рита любовница Красовского                              |
| Тамара Сёмина    | миссис Рэнклин мать Джерри                              |
| Жанна Эппле      | стриптизёрша Диана Тривилл возлюбленная Джерри          |
| Екатерина Кмит   | стриптизёрша подруга Дианы                              |
| Лилия Ракчеева   | работница порта Лена возлюбленная Ракова                |
| Тамара Совчи     | мадам в стриптиз-клубе                                  |
| Алексей Чардынин |                                                         |
| Владимир Абашев  | майор милиции в порту                                   |
| Владимир Боговин | доктор                                                  |
| Алла Кормакова   |                                                         |
| Вячеслав Жариков | обсуждающий перестройку рыбак на набережной Москва-реки |

## Съёмки
- Фильм был снят при участии ПВКГБ СССР, Невельской базы тралового флота и Ярославского киноцентра[3].
- В съёмках участвовали морпехи отдельного разведбатальона 55 дивизии морской пехоты КТОФ.
- Фильм снимался на острове Сахалин. Съёмки проходили в городах Южно-Сахалинск и Корсаков, морские съёмки — в заливе Анива.
- Часть материала, отснятого для этого фильма, но при окончательном монтаже не вошедшего в него, была затем использована при создании многосерийного телевизионного фильма «Транзит для дьявола».

## Факты
- В сцене, где капитан, старпом и старший мичман «Андропова» сидя в каюте, беседуют о морском уставе, рядом с ними стоит телевизор, на экране которого в этот момент демонстрируется гонконгский фильм 1986 года «Доспехи бога».
- По ходу фильма несколько раз демонстрируются не имеющие отношения к общему сюжету танцевальные номера в исполнении Дианы Тривилл и её подруги, которую в фильме никто не называет по имени. Хотя в сцене и показано, что Диане засовывают деньги в трусики, что характерно для стриптиза, эти танцевальные номера подходят под определение «бурлеск».